# Славка (деревня)
Славка — деревня в Шацком районе Рязанской области в составе Лесно-Полянского сельского поселения.

## Географическое положение
Деревня Славка расположена на Окско-Донской равнине на левом берегу реки Куневы в 26 км к юго-востоку от города Шацка. Расстояние от деревни до районного центра Шацк по автодороге — 31 км.
К северу от деревни простираются луга, к югу протекает река Кунева, к юго-востоку расположено урочище Валяевка (бывший населенный пункт). Ближайшие населенные пункты — деревня Мельница, села Апушка и Старая Покровка.

## Население
| 2010 | 2012 |
| ---- | ---- |
| 2    | ↘1   |

## Происхождение названия
На сегодняшний день нет объяснения происхождения названия этого населенного пункта.

## История
К 1911 году, по данным А. Е. Андриевского, деревня Славка относилась к приходу Введенской церкви села Апушка и в ней насчитывалось 21 крестьянских дворов, в которых проживало 83 души мужского и 93 женского пола.
До 2017 года входила в ныне упраздняемое Криволуцкое сельское поселение.

## Транспорт
Основные грузо- и пассажироперевозки осуществляются автомобильным транспортом.